# Курортное (Одесская область)
Куро́ртное (укр. Курортне) — село, расположенное на берегах Чёрного моря и Шаболатского лимана у начала Будакской косы. Входит в состав Сергеевской объединённой территориальной громады Белгород-Днестровского района Одесской области Украины. Является центром курорта «Приморский».
Население курорта по переписи 2001 года составляло 757 человек. Почтовый индекс — 67792. Телефонный код — 4849. Занимает площадь 0,27 км².

## Местный совет
67780 Одесская обл., г. Белгород-Днестровский, пгт Сергеевка, ул. Гагарина, д. 3

## История
В 1945 г. Указом ПВС УССР село Будаки-Кордон переименовано в Курортное.

## Курортная деятельность
Поселки Приморское и Курортное расположены в 80 км от Одессы и в 30 км от райцентра Белгород-Днестровский, на берегах Чёрного моря и Будакского лимана. Территория Приморского переходит в территорию Курортного и представляет собой один сплошной населенный пункт, центром и поселковообразующим предприятием которого является Государственное учреждение «Специализированный (специальный) санаторий „Приморский“. Министерства здравоохранения Украины».
Село расположено на высоком обрыве, с которого открываются живописные пейзажи. При этом пансионаты и базы отдыха Курортного находятся как в самом селе, так и прямо на пляже всего в нескольких десятках метров от моря. Условия — от экономкласса до номеров люкс, на некоторых базах есть охрана. Некоторые пансионаты и базы отдыха в Курортном, например «Маяк», усадьба «Чайка» работают круглогодично. В селе имеется развитая инфраструктура — магазины, кафе, бары, аптеки. В центре есть продуктовый базарчик и промтоварный рынок.

## Транспорт
Автомобильный транспорт является основным транспортом в селе. Доехать от Одессы до Курортного можно менее чем за два часа, следуя через населенные пункты Затока, Приморское или Маяки, Белгород-Днестровский. Автобусы и маршрутные такси различных сообщений (Одесса, Белгород-Днестровский, молдавское направление и пр.) ходят регулярно и дополнительно в летний сезон рейсовые автобусы междугородного и международного (Киев, белорусское направление). В 2021 году построена новая трасса от Затоки, которая проходит мимо Ж-Д переезда на Шабо (поворот в лево).

## Галерея

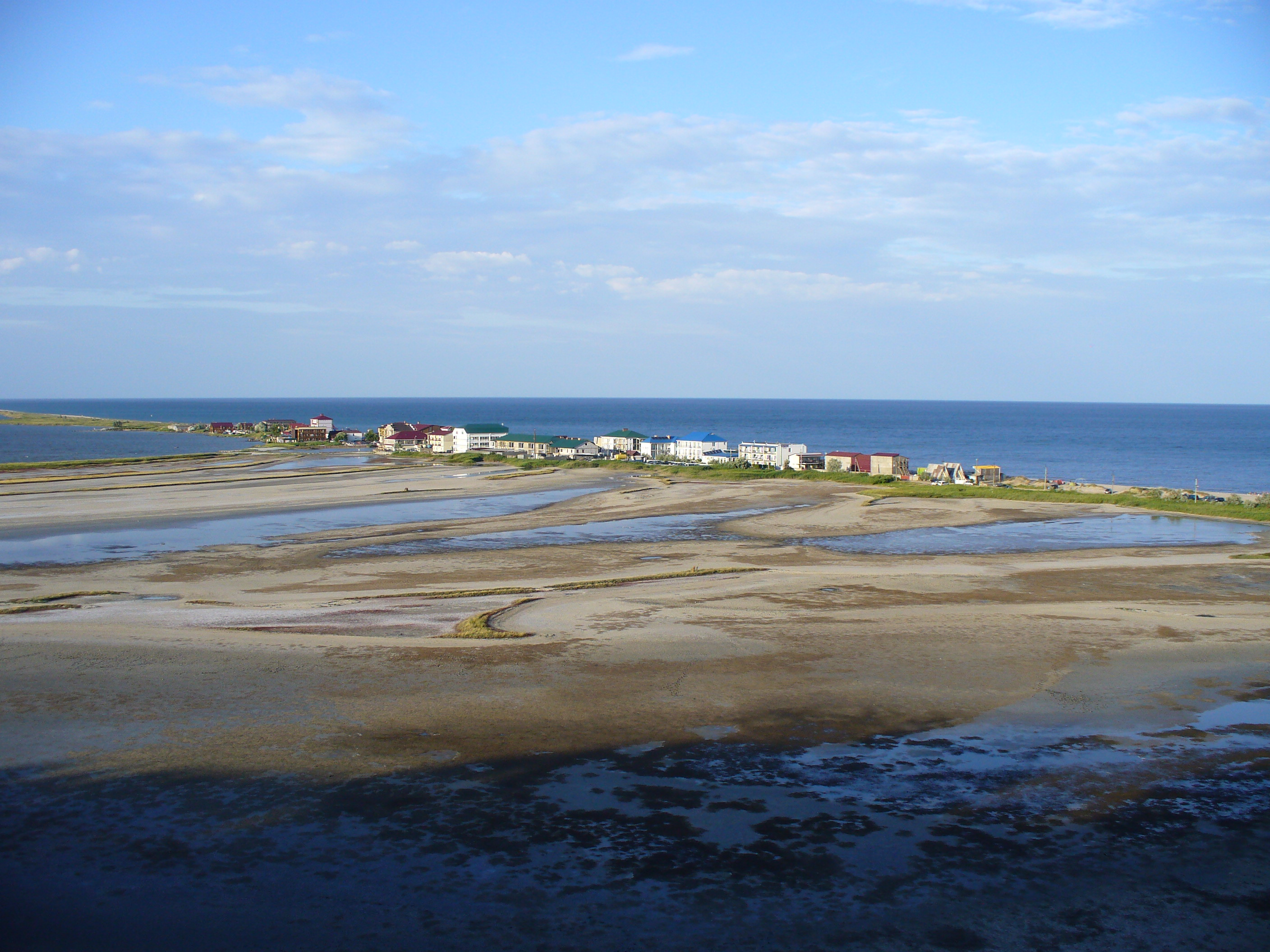
Будакская коса
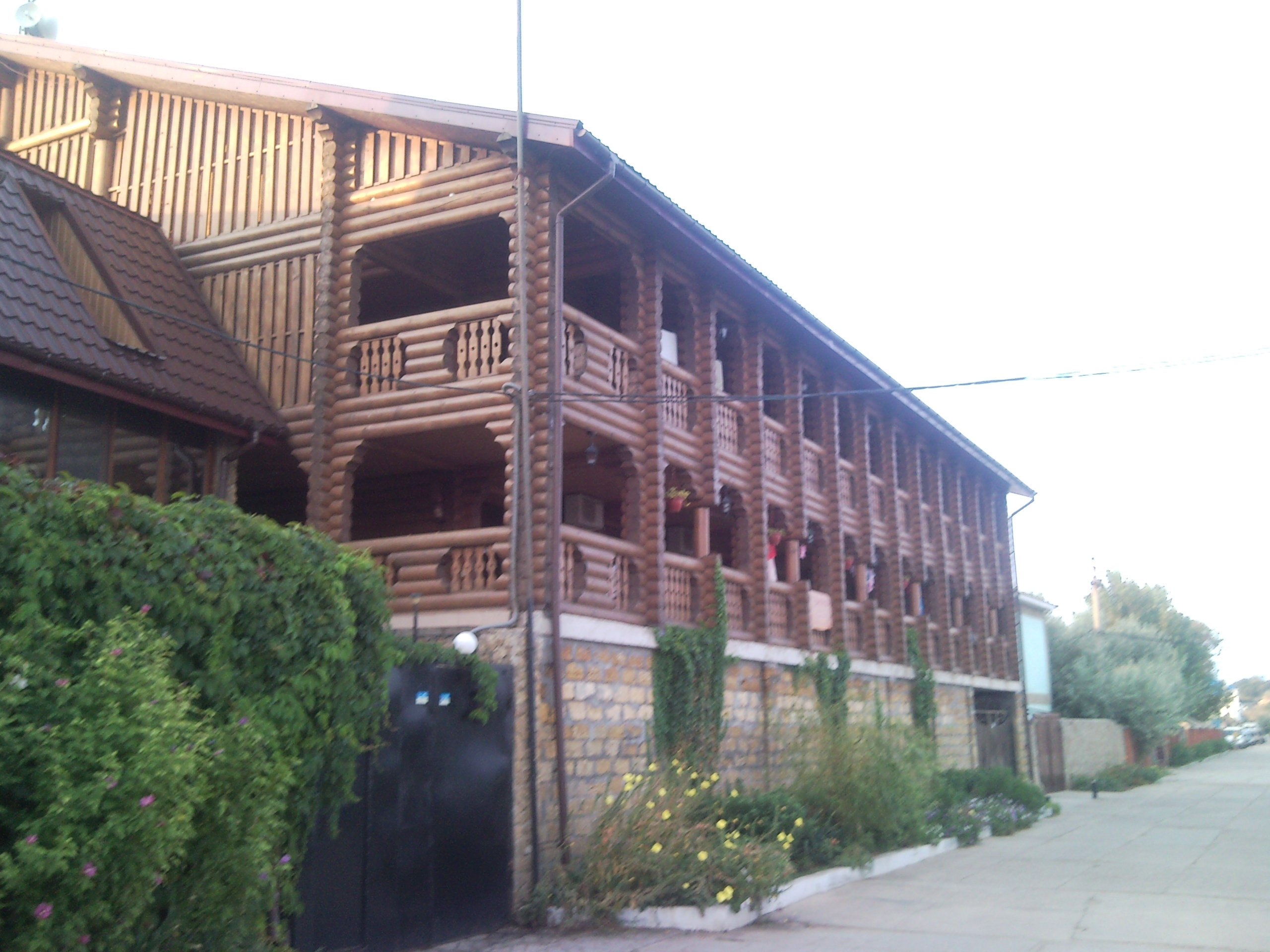
Пансионат «У моря»
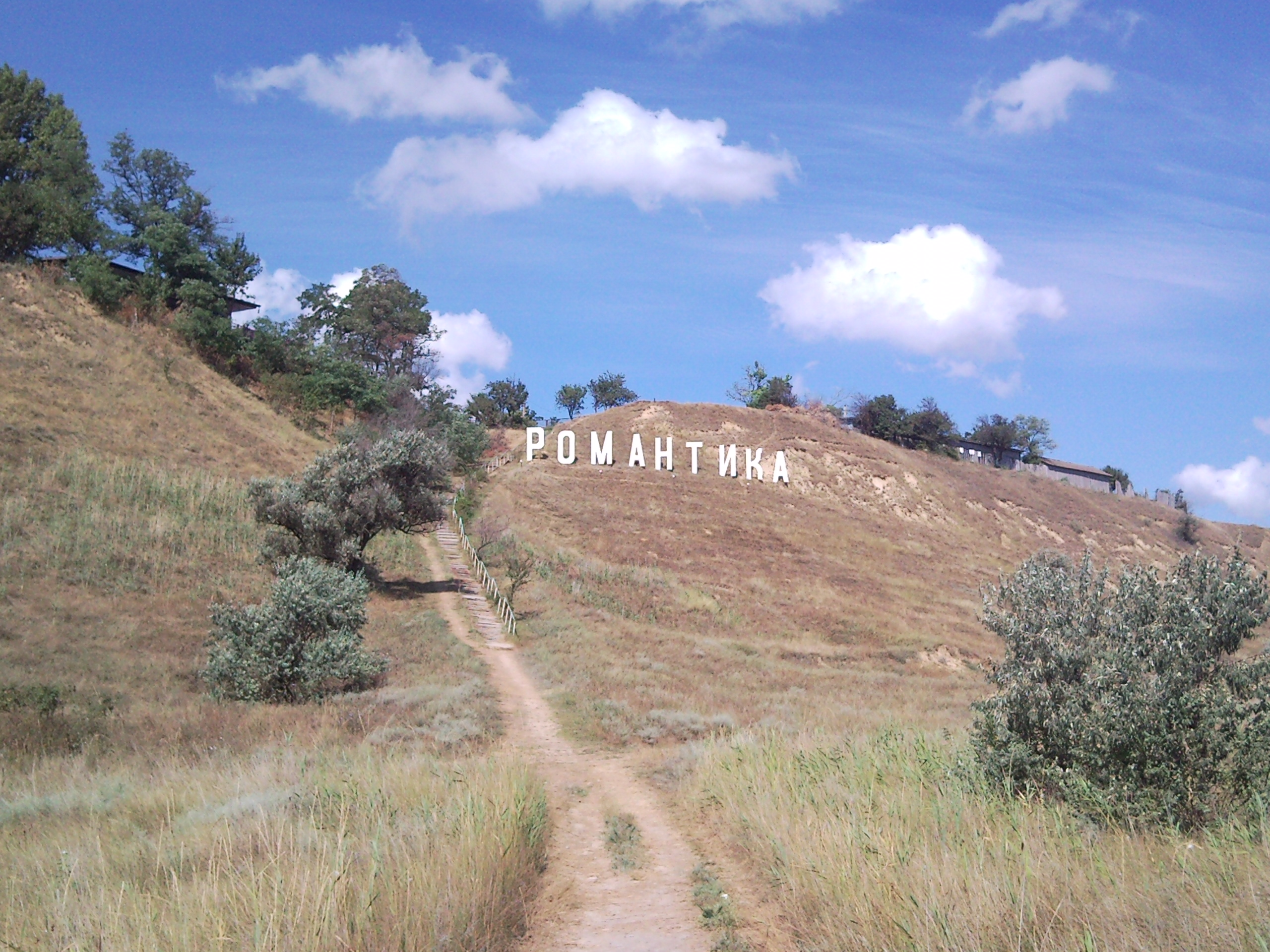
Дорога к пансионату «Романтика»